# For You (The Calling)
For You is een nummer van de Amerikaanse rockband The Calling uit 2003. Het is de tweede single van de soundtrack van de film Daredevil.
Het nummer was vooral succesvol in Italië, waar het de 19e positie bereikte. Verder bereikte het de hitlijsten in Duitsland, Zwitserland, Nieuw-Zeeland en Brazilië. In het Nederlandse taalgebied wist het nummer geen hitlijsten te bereiken.